# Horama fulvitarsis
Horama fulvitarsis är en fjärilsart som beskrevs av Carlos Schrottky. Horama fulvitarsis ingår i släktet Horama och familjen björnspinnare. Inga underarter finns listade i Catalogue of Life.